# Abraão bar Hia
Abraão bar Hia (em hebraico: אַבְרָהָם בַּר חִיָּיא הַנָשִׂיא; romaniz.: Abraham bar Hiyya; ca. 1065- ca. 1136), também chamado Abraão bar Hia Hanaci (lit. "O Príncipe") e Savasorda (corrupção latina de "saíbe da xurta"), foi filósofo, astrônomo e matemático de origem judia ativo na Península Ibérica. Seu nome latino provém do ofício que exerceu em Barcelona. Além de traduzir livros científicos do árabe ao latim e hebreu, escreveu obras originais, como o livro de matemática Ḥibbur ha-Meshiḥah ve-ha-Tishboret ("Tratado sobre Mensuração e Calculação"), que em sua versão latina Liber Embadorum (1145), se tornou a principal obra em uso por eruditos europeus ocidentais. Também escreveu a primeira enciclopédia científica em hebreu, o tratado filosófico Hegyon ha-Nefesh ha-Aẓuva ("Meditação da Alma Triste"), que trata da natureza do bem e mal, conduta étnica e arrependimento, e o Megillat ha-Megalleh ("Pergaminho do Revelador"), no qua delineou sua visão da história, com base na astrologia e pretendendo prever o futuro messiânico.